# Β6インテグリン
β6インテグリン（英: integrin beta-6）またはITGB6は、ヒトではITGB6遺伝子にコードされるタンパク質である。αvβ6インテグリンのβ6サブユニットとして存在する。インテグリンはα鎖とβ鎖からなるヘテロ二量体型細胞膜貫通糖タンパク質であり、細胞外マトリックス中または他の細胞上の特定のタンパク質と結合し、細胞内へシグナルを伝達して細胞挙動に影響を及ぼす。αサブユニットとβサブユニットには多くの種類が存在し、それぞれ1分子ずつが非共有結合的に結合することによって、哺乳類では24種類のインテグリンが形成される。一部のβサブユニットは複数種のαサブユニットと結合するが、β6はαvサブユニットとのみ結合する。そのため、ITGB6の機能は全てαvβ6インテグリンと関係したものである。

## 発見
インテグリンβ6サブユニットは1990年にモルモットのものがDean Sheppardらによって発見され、アミノ酸配列が決定された。その後の研究によって、ヒトのITGB6遺伝子は2番染色体長腕24.2（2q24.2）に位置していることが発見された。

## 発現
ITGB6の発現を促進または抑制する領域の同定のために多くの研究が行われ、特筆すべきものとして転写因子STAT3やC/EBPαの結合部位が発見されている。正常細胞でのITGB6の基本的発現は、主にこれらのタンパク質によって調節されていると考えられている。Ets-1やSmad3など他の転写因子もITGB6の発現を高めることが示されており、一方Elk1の結合は発現を弱める。ITGB6の発現はヒストンのアセチル化によるエピジェネティックな調節を受けていることも知られている。
αvβ6インテグリンの発現は転写後段階でも調節されていることが知られている。ITGB6のmRNAはいわゆる「弱い」（翻訳が起こりにくい）特徴を持つ。eIF4Eはこうした「弱い」mRNAに結合し、その翻訳をアップレギュレーションする。eIF4Eの発現が損なわれると、ITGB6の発現レベルは大幅に低下する。

## マウスモデル
β6インテグリン欠損マウスモデルは1996年に作成された。マウスの生育は正常であり、創傷治癒能力にも差異はみられない一方で、皮膚や肺では炎症が生じる。こうした観察をもとにTGF-β1欠損マウスと類似した表現型がみられることが明らかにされ、αvβ6インテグリンがTGF-β1を活性化していることが発見された。また、このマウスでは一時的な脱毛も観察され、αvβ6が毛包の再生に関与している可能性が示唆されている。
TGF-β1欠損マウスとβ6インテグリン欠損マウスでは類似した特徴が多くみられるが、β6インテグリン欠損マウスにはみられない、健康や症状の悪化がTGF-β1欠損マウスでは観察される。こうした差異は、TGF-β1はβ6インテグリン以外にトロンボスポンジン1など他のタンパク質によっても活性化されるためである。β6インテグリンとトロンボスポンジン1の二重欠損マウスでは、TGF-β1欠損マウスの表現型により近い、炎症の高発生がみられる。またこの研究では、野生型マウスやトロンボスポンジン1欠損マウスと比較して、β6インテグリン欠損マウスでは良性・悪性腫瘍の発生数が高いことが観察されている。
β6インテグリン欠損マウスの長期追跡研究では、マウスは最終的に肺気腫を発症することが観察されている。マトリックスメタロプロテイナーゼ-12（MMP-12）は肺気腫の発症と強く関係している酵素であり、正常マウスと比較して肺胞マクロファージでの発現が200倍高くなっている。また、このマウスでは異常な巨大な肺胞がみられ、加齢に伴って悪化する。
β6インテグリン欠損マウスで一貫して観察される他の症状としては歯周炎がある。αvβ6インテグリンは歯肉の付着上皮に発現しており、歯への接着に関与している。歯への接着が不完全な場合には感染が生じやすいポケットが形成され、慢性歯周炎の原因となる。また、一部のマウスはエナメル質形成不全症を発症し、歯の発生の異常がみられる。

## 機能
αvβ6インテグリンは上皮細胞特異的に存在する。大部分の正常な静止期細胞ではβ6インテグリンはほとんど産生されていないが、胃、胆嚢、肺の細胞で最も高いレベルで存在している。組織のリモデリング中の細胞ではβ6インテグリンが増加し、αvβ6インテグリンの発現は発生、創傷治癒過程で上昇する。また、線維症、がんでも上昇する。
αvβ6インテグリンの主な機能は、TGF-β1の活性化である。潜在型のTGF-β1は細胞外マトリックスに結合しており、LAP（latency associated peptide）と呼ばれるプロペプチドによって覆われている。αvβ6はLAPに結合し、細胞骨格からの力によってTGF-β1が放出される。TGF-β1は、細胞増殖、分化、血管新生、上皮間葉転換、免疫抑制など複数の過程を調節する。これらの過程は複合的に作用して創傷治癒をもたらすが、無制御に生じた場合には組織の病理が促進される場合がある。

## 臨床的意義
αvβ6インテグリンは創傷治癒などの正常な機能を促進する一方、αvβ6の過剰な産生は線維症やがんなどの疾患を促進する。線維症やがんにおけるαvβ6の高発現は、予後不良と関連していることが多い。

### 線維症
線維症は慢性的な組織損傷によって生じ、マトリックス中の活性化線維芽細胞によってコラーゲンが過剰に蓄積することで組織の硬化が引き起こされる。線維芽細胞はあらゆる組織に存在する間葉系細胞であり、組織の正常なマトリックスを維持している。創傷治癒時などに活性化された場合には、マトリックスタンパク質やサイトカインを分泌して創傷治癒を促進する。線維芽細胞の慢性的活性化は肺線維症などの疾患の原因となる場合があり、この疾患では肺組織の硬化と肥厚により呼吸が困難になる。
線維芽細胞の活性化を駆動する主要な因子はTGF-βであり、組織損傷に応答したαvβ6の発現上昇はTGF-βの主要な活性化因子となる。そのため、αvβ6は線維症治療の薬剤標的となる可能性がある。αvβ6は腎臓、肺、皮膚の線維化を促進する場合があるが、健康な組織にはほとんど存在していない。

### がん
αvβ6インテグリンの発現上昇は、乳がん、肺がん、膵がんを含む固形腫瘍の1/3以下で生じている。αvβ6インテグリンは大部分の正常細胞には存在しないため、がん研究において治療やイメージングの標的としての可能性がある。αvβ6の過剰発現は全生存率の低下と関連している。
αvβ6インテグリンは、複数の機構で腫瘍のプログレッションを促進する。αvβ6の細胞質テールはがん細胞の遊走を促進し、また細胞外マトリックスを分解するマトリックスメタロプロテイナーゼ（MMP）の分泌を高め、浸潤を促進する。αvβ6によって生み出される細胞内シグナルはErkやAktのリン酸化を高め、それぞれ細胞の増殖と生存を高める。αvβ6の細胞外ドメインはTGF-β1を活性化し、TGF-β1は血管新生、線維芽細胞の活性化（がん関連線維芽細胞）、免疫抑制、上皮間葉転換など、がんのプログレッションを助ける過程を促進する。上皮間葉転換は上皮細胞が間葉系表現型を獲得し、隣接する上皮細胞から離れて遊走能がより高い状態となる過程であり、がんの発生において重要な段階である。がんにおいては、この過程は周囲の健康組織への浸潤、そして最終的には体内の他の部位への拡散を促進する。αvβ6は上皮間葉転換を起こしている細胞にみられる場合がある。

### ITGB6の欠損
ITGB6欠損の報告症例は稀である。最初の報告症例は2013年のものであり、歯の発生に影響する疾患である、エナメル質形成不全症の7歳の女児の全ゲノムシーケンシングによって発見された。以降、エナメル質形成不全症の複数の患者でITGB6の変異が発見されているが、こうした症例の大部分では他の臨床症状は報告されていない。一方2016年にはパキスタンの1家系において、ITGB6の機能不全によって脱毛、知的障害、そしてエナメル質形成不全症と一致する症状が引き起こされていることが発見されている。

## 相互作用
β6インテグリンはFHL2と相互作用することが示されている。

## 関連文献
- “The role of integrins in reproduction”. Proceedings of the Society for Experimental Biology and Medicine 223 (4):  331–43. (April 2000). doi:10.1046/j.1525-1373.2000.22348.x. PMID 10721002.
- “The gene organization of the human beta 7 subunit, the common beta subunit of the leukocyte integrins HML-1 and LPAM-1”. International Immunology 4 (9):  1031–40. (September 1992). doi:10.1093/intimm/4.9.1031. PMID 1382574.
- “Characterization of the integrin alpha v beta 6 as a fibronectin-binding protein”. The Journal of Biological Chemistry 267 (9):  5790–6. (March 1992). doi:10.1016/S0021-9258(18)42622-1. PMID 1532572.
- “Complete amino acid sequence of a novel integrin beta subunit (beta 6) identified in epithelial cells using the polymerase chain reaction”. The Journal of Biological Chemistry 265 (20):  11502–7. (July 1990). doi:10.1016/S0021-9258(19)38425-X. PMID 2365683.
- “Distribution of integrins alpha v beta 6 and alpha 9 beta 1 and their known ligands, fibronectin and tenascin, in human airways”. American Journal of Respiratory Cell and Molecular Biology 12 (5):  547–56. (May 1995). doi:10.1165/ajrcmb.12.5.7537970. PMID 7537970.
- “A point mutation in the integrin beta 6 subunit abolishes both alpha v beta 6 binding to fibronectin and receptor localization to focal contacts”. American Journal of Respiratory Cell and Molecular Biology 13 (2):  245–51. (August 1995). doi:10.1165/ajrcmb.13.2.7626292. PMID 7626292.
- “Regional localization of the human integrin beta 6 gene (ITGB6) to chromosome 2q24-q31”. Genomics 21 (3):  638–40. (June 1994). doi:10.1006/geno.1994.1325. PMID 7959743.
- “Effects of beta subunit cytoplasmic domain deletions on the recruitment of the integrin alpha v beta 6 to focal contacts”. Cell Adhesion and Communication 2 (2):  101–13. (June 1994). doi:10.3109/15419069409004430. PMID 8081887.
- “Differential effects of the integrins alpha9beta1, alphavbeta3, and alphavbeta6 on cell proliferative responses to tenascin. Roles of the beta subunit extracellular and cytoplasmic domains”. The Journal of Biological Chemistry 271 (39):  24144–50. (September 1996). doi:10.1074/jbc.271.39.24144. PMID 8798654.
- “Expression of integrin cell adhesion receptors during human airway epithelial repair in vivo”. The American Journal of Physiology 273 (1 Pt 1):  L256-63. (July 1997). doi:10.1152/ajplung.1997.273.1.L256. PMID 9252563.
- “Expression of alpha and beta subunits of the integrin superfamily in articular cartilage from macroscopically normal and osteoarthritic human femoral heads”. Annals of the Rheumatic Diseases 57 (5):  303–8. (May 1998). doi:10.1136/ard.57.5.303. PMC 1752603. PMID 9741315.
- “The integrin alpha v beta 6 binds and activates latent TGF beta 1: a mechanism for regulating pulmonary inflammation and fibrosis”. Cell 96 (3):  319–28. (February 1999). doi:10.1016/S0092-8674(00)80545-0. PMID 10025398.
- “The LIM-only protein DRAL/FHL2 binds to the cytoplasmic domain of several alpha and beta integrin chains and is recruited to adhesion complexes”. The Journal of Biological Chemistry 275 (43):  33669–78. (October 2000). doi:10.1074/jbc.M002519200. PMID 10906324.
- “Significance of alpha 9 beta 1 and alpha v beta 6 integrin expression in breast carcinoma”. Breast Cancer 7 (1):  19–26. (January 2000). doi:10.1007/bf02967183. PMID 11029766.
- “DNA cloning using in vitro site-specific recombination”. Genome Research 10 (11):  1788–95. (November 2000). doi:10.1101/gr.143000. PMC 310948. PMID 11076863.
- “Mouse beta(6) integrin sequence, pattern of expression, and role in kidney development”. Journal of the American Society of Nephrology 11 (12):  2297–305. (December 2000). doi:10.1681/ASN.V11122297. PMID 11095652.
- “Toward a catalog of human genes and proteins: sequencing and analysis of 500 novel complete protein coding human cDNAs”. Genome Research 11 (3):  422–35. (March 2001). doi:10.1101/gr.GR1547R. PMC 311072. PMID 11230166.